# Los-von-Rom
Pokret Los-von-Rom (hrv. Odvojimo se od Rima) bio je u velikoj mjeri politički motiviran pokret u Austriji početkom 20. stoljeća koji je imao za cilj promjenu katoličke vjeroispovijesti austrijskog stanovništva u protestantsku ili starokatoličku vjeroispovjest. Organizirao ga je Njemački nacionalni pokret (njem. Deutschnationale Bewegung) na čelu s austrijskim političarem Georgom von Schönererom.
Jačanjem Pruske kao i ujedinjenjem Njemačke 1871. godine, u Austriji se počeo širiti pangermanski pokret koji se zalagao za ujedinjenje Austrije s Njemačkom, odnosno za Anschluss (hrv. pripojenje) Cislajtanije (austrijskog dijela Austro-Ugarske) Njemačkoj. Cilj tog pokreta bio je uklanjanje glavne prepreke tom ujedinjenju, vjerske različitost između Njemačke (protestantizam) i Austrije (katolicizam).
Zbog tradicije rimokatoličanstva kao i sve veće političke popularnosti rimokatolicizma ovaj pokret nije imao značajnog uspjeha. Do 1911. godine je svega cca. 75.000 Austrijanaca prešlo u protestantsku vjeru.